# Parc Ela
Le parc naturel Ela est un parc naturel régional d'importance nationale située dans le canton des Grisons en Suisse.